# Condé-lès-Autry

Condé-lès-Autry este o comună în departamentul Ardennes din nordul Franței. În 2009 avea o populație de 71 de locuitori.